# Shellie
Shellie es un personaje ficticio de la novela gráfica Sin City de Frank Miller. En la película de 2005 está interpretada por Brittany Murphy. Es junto con Marv, el personaje de Sin City que ha aparecido en más historietas, justamente en 6.

## Biografía
Shellie aparece en los Volúmenes 1, 3 y 4 de la serie.
En Volúmenes 1 y 4, hizo una breve aparición. En la primera, se le ve a Marv pedirle una cerveza y whisky en el bar Kadie's (club de estriptis dónde ejerce Nancy Callahan). En el segundo volumen, vemos a Dwight McCarthy comodidad después de haber sido despedida por Ava Lord.
En el volumen 3, se niega a abrir la puerta a Jackie Boy (un policía corrupto y loco), quien fue su amante durante una noche. Termina abriéndole y Jackie le pega violentamente en la cara. Jackie Boy entonces será castigado con Dwight.

## Aspecto
Shellie es de tamaño mediano y rubia. Ella es una camarera en el bar Kadie's, un bar de mala muerte.

## Apariciones en cómics
- The Hard Goodbye (1991)
- A Dame to Kill For (1993-1994)
- The Big Fat Kill (1994-1995)
- That Yellow Bastard (1996)
- Just Another Saturday Night (1997)
- Blue Eyes (1998)

## Cine
- (2005) Sin City interpretada por Brittany Murphy.

- Datos: Q3481846